# Riak Siabun
Riak Siabun is een bestuurslaag in het regentschap Seluma van de provincie Bengkulu, Indonesië. Riak Siabun telt 2429 inwoners (volkstelling 2010).